# Caliphylla mediterranea
Caliphylla mediterranea är en snäckart som först beskrevs av A. Costa 1867.  Caliphylla mediterranea ingår i släktet Caliphylla och familjen Caliphyllidae. Inga underarter finns listade i Catalogue of Life.